# 凱爾德禮堂

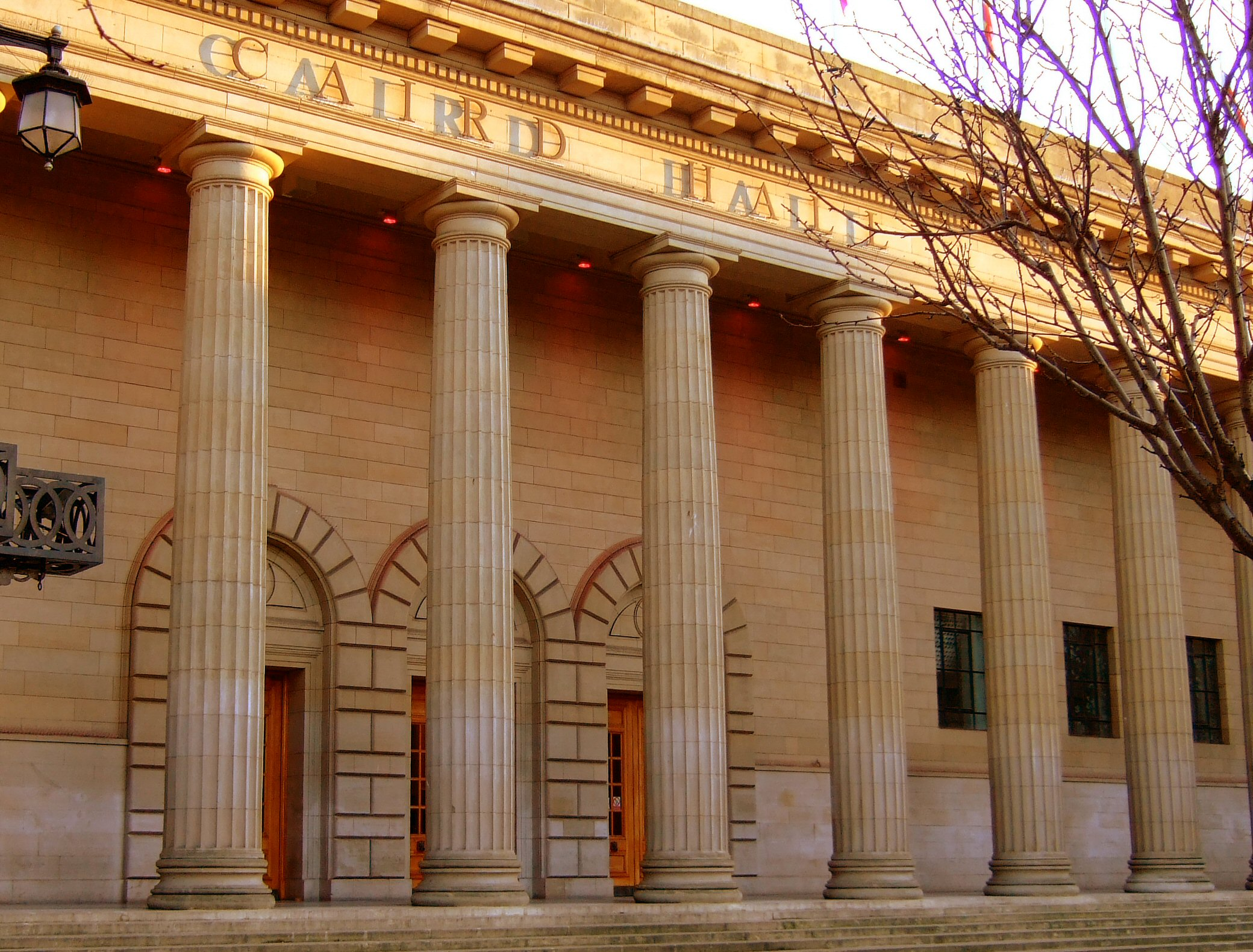
凱爾德禮堂

凱爾德禮堂（Caird Hall）是一座位於英國蘇格蘭鄧迪的音樂堂。這座建築修建於1914年至1923年之間，名字來自於其捐贈者James Key Caird。建築的設計者是James Thomson，由Vernon Constable協助，可以容納2,300名觀眾。

## 外部連結
- Official Site（页面存档备份，存于）

56°27′36″N 2°58′07″W / 56.4599°N 2.9687°W